# وانگ مینگشینگ
وانگ مینگشینگ (انگلیسی: Wang Mingxing؛ زادهٔ ۵ سپتامبر ۱۹۶۱) بازیکن هندبال اهل چین بود.